# پسااستعمارگرایی
پسااستعمارگرایی یا پست کلنیالیسم (به انگلیسی: Postcolonialism)، گفتمان فکری مشخصاً پسانوگرایی است که مجموعه نظریاتی را که در میان متون و زیر متون فلسفه، فیلم، علوم سیاسی، جغرافیای انسانی، و ادبیات یافت می‌شود را در بر می‌گیرد. این نظریات واکنشی به میراث فرهنگی استعمار است.
مطالعات پسااستعماری یکی از حوزه‌های پژوهشی میان‌رشته‌ای دربارهٔ آثار فرهنگی استعمار بر مستعمرات و آگاهی بر مناسبت‌های قدرت میان فرهنگ غرب و شرق است. مطالعات پسااستعماری به جای تأکید بر اشغال نظامی و سیاسی سرزمین‌های خارجی توسط استعمارگران، سلطهٔ فرهنگی و رسانه‌ای آن‌ها را مورد توجه و نقد قرار می‌دهد. (در این رویکرد، قدرت بازنمایی‌های رسانه‌ای برای شکل‌گیری مفاهیم و تصورات ما دربارهٔ جهان، یک فرض نهفته و بنیادی است). معنای استعمار اشغال اذهان، فرهنگ و هویت‌ها است تا فتح فیزیکی کشورها.

## مبانی نظری
مطالعات پسااستعماری، در مطالعات و نظریه‌پردازی‌های خود از نظریه‌های انتقادی چون مطالعات فرهنگی، مارکسیسم، فمینیسم و پسامدرنیسم الهام گرفته‌است، اما بیش از همه این نظریه‌ها، با ساختارهای مدرنیته استعماری به مواجهه و مقابله برخاسته است. «برای متمایز ساختن مطالعات پسااستعماری از سایر اشکال پژوهش انتقادی، می‌توان گفت که پژوهش پسااستعماری، به درک قدرت فرهنگی عمق تاریخی و بین‌المللی می‌بخشد.»

### میشل فوکو
ارتباطات و امپریالیسم فرهنگی: نظریهٔ امپریالیسم فرهنگی ذیل مطالعات پسااستعماری مطرح بوده و مبتنی بر روابط فرادستی و فرودستی در سطح جهان میان کشورهای صاحب ثروت و قدرت و کشورهای کمتر توسعه‌یافته و فاقد ثروت و قدرت و ملازم سرمایه‌داری است. سرمایه‌داری با تأسیس نظام اقتصادی جهانی، با صلح یا خشونت تمام کشورها را وارد شبکهٔ مناسبات کالایی کرده و کشورهای صاحب سرمایه را در مناطق وسیعی از جهان کنترل می‌کند. امپریالیسم فرهنگی به شیوه‌ای که برخی از محصولات، مُد و سبک زندگی با الگوهای خاص تقاضا و مصرف از کشورهای فرادست به فرودست صورت می‌گیرد؛ گفته می‌شود. این الگوها با استفاده از ارتباطات و رسانه به ارزش‌ها و آرمان‌های غربی مُهر تأیید زده و باعث سیطرهٔ غرب می‌شوند. ارتباطات را باید در این فرایند و نظام به دو گونهٔ متمایز اما مکمل مجاری مستقیم و غیرمستقیم سلطه بررسی کرد. در گونهٔ اول کشتیرانی، چاپ، تلگراف و… محصول پیشرفت و قدرت سرمایه‌داری است و در گونهٔ دوم نقش متن و محتوا در انتقال ارزش‌ها، هنجارها، سبک زندگی و فرهنگ سرمایه‌داری به کشورهای کمتر توسعه‌یافته و برای انهدام باورها و ارزش‌های سنتی آن‌ها مدنظر است.

### ادوارد سعید
ادوارد سعید، نویسنده و منتقد آمریکایی معتقد است امپریالیسم و استعمار، تنها انباشت سرمایه و کسب سود نیست، بلکه هر دو با صورت‌های نافذ و ایدئولوژیک حمایت می‌شوند و نوعی ایدئولوژی توسعه و پیشرفت را با خود دارند. او با تأکید بر رابطهٔ ذاتی فرهنگ و امپریالیسم، می‌گوید امپراتوری از طریق فرهنگ، سلطهٔ خود را نهادینه و شرقی را از روایت حق تاریخی خود محروم می‌کند. هدف امپریالیسم فرهنگی، فائق آمدن بر مقاومت است و نه اشغال نظامی کشورهای دیگر. شیلر ترویج فناوری نوین را تلاش برای مهار جنبش‌های آزادی‌بخش ملی می‌داند و معتقد است چون شرکت‌های آمریکایی بخش بزرگی از دنیا را زیر نفوذ خود دارند؛ سلطهٔ فرهنگی آمریکا تعیین‌کنندهٔ حد و مرزهای گفتمان ملی در بسیاری از نقاط جهان است.

### گفتمان شرق‌شناسی
نمونه بارز مطالعات پسااستعماری، کتاب شرق‌شناسی اثر ادوارد سعید است که به ویژگی‌های دانش قرن ۱۹ که محققان تعلیم دیده، سفرنامه نویسان، شاعران و رمان نویسان پدیدآوردند و شرق را تبدیل به مخزنی برای دانش غربی کردند؛ می‌پردازد. تصویری از شرق که آنان را خوار جلوه می‌داد تا غرب مثبت و متمدن معرفی شود.
سعید، گفتمان را صورت زبانیِ دانش و قدرت می‌داند که از ابزار قدرت برای گسترش بازنمایی شان از شرق استفاده می‌کنند. او با بررسی نوشته‌های پژوهشگران، سفرنامه‌ها و… نشان می‌دهد چگونه اروپاییان در دوران پس از روشنگری، نخست شرق را به گونه‌ای نوشتاری تصاحب کردند. وی معتقد است گفتمان تفاوت (شرق‌شناسی) توانست شرق همچون دیگرِ تمدنیِ اروپا تصویر کند؛ مثلاً در مورد عرب‌ها این‌طور تصویر می‌شود که شتر سواران تروریست، شهوت پرست بوده و ثروت فراوان آنان هتک حرمت تمدن واقعی است؛ و احساسی بودن، بدویت، جباریت شرق، غرب خردورز، دموکرات و پیشرفته را می‌سازد. غرب به عنوان مرکز و شرق در حاشیه عمل می‌کند. شرق‌شناسی، استعمارگری اروپایی را به عنوان یک گفتمان یعنی بازنمایی، تخیل، ترجمان، دربرگیری و اداره شرقِ ناسازگار و غیرقابل درک از رهگذر رمزها و قراردادهای متنی مورد بحث قرار می‌دهد. در اندیشه سعید اسلام هسته اصلی گفتمان و ایدئولوژی شرق‌شناسی امروز است و به سرنوشت و فرجام آن ابتدا به عنوان یک چیز یکپارچه و سپس با دشمنی و وحشت ویژه‌ای به آن نگاه می‌شود. در این راستا یکی از منابع رسانه‌ها هستند که اسلام را به عنوان خطر جدی برای جوامع غربی تصویر می‌کنند و جنبش‌های احیاگر اسلامی را سازمان‌های تروریستی و بنیادگرا نامگذاری می‌کنند.

## ادبیات
ادبیات مطالعات پسااستعماری بیشتر با نام‌هایی همچون؛ «فرانتس فانون»، «ادوارد سعید»، «لیلا گاندی»، «گایاتری چاکراورتی اسپیواک»، «هومی بابا» و «رابرت یانگ» شناخته می‌شود. در این میان، «فانون» از نخستین کسانی است که به دنبال نوعی صورت‌بندی از آگاهی سوژهٔ استعمارزده بود. او از فرایندی با عنوان «درونی‌سازی» توسط امپریالیسم سخن می‌گفت که موجب فرودستی سیاسی، اقتصادی و اجتماعی می‌شد و هویت افراد را تحت تأثیر قرار می‌داد. با این‌حال، ظهور آکادمیک نظریهٔ پسااستعماری را می‌توان از دههٔ ۱۹۸۰ مشاهده کرد. این موضع‌گیری آکادمیک در مقابل گفتمان علمی غرب در موضوع مطالعهٔ شرق و نقد گفتمان «شرق‌شناسی» آغاز می‌شود.

## زبان رسمی
امروزه تمام کشورها دارای زبان رسمی یا زبان ملی هستند که بسیاری از آن‌ها توسط امپراتوری‌های گذشته باقی مانده است. این امر در قاره آفریقا بسیار دیده می‌شود که کشورهای آفریقایی به زبان غیربومی و بیگانه مسلط هستند. یکی از نمونه‌های پسااستعمارگرایی رسمیت زبان عربی در شمال آفریقا است که به‌واسطه فتح اسلامی مصر و گسترش خلافت امویان از مصر تا مراکش، موجب شد تا امروزه در شمال آفریقا زبان عربی مورد تکلم قرار گیرد. پس از تقسیم آفریقا زبان‌های اروپایی نیز وارد این قاره شدند.

## فیلمشناسی پسااستعماری
فیلم‌هایی در رابطه با نظریهٔ پسااستعماری
1. ملکهٔ صحرا از ورنز هرتسوک
2. لورنس عربستان از دیوید لین
3. دکتر ژیواگو از دیوید لین
4. پل رودخانهٔ کوای از دیوید لین
5. در مقابل دیوار از فاتح آکین
6. آب‌بندهای میسوری از آرتور پن
7. آپوکالیپتو از مل گیبسون